# Don't Bore Us, Get to the Chorus!
Don't Bore Us, Get to the Chorus! - Roxette's Greatest Hits utkom 1995 och är ett samlingsalbum av den svenska popduon Roxette. Albumet innehöll, förutom alla hits, fyra nyinspelade låtar. Singeln You Don't Understand Me skrev Gessle tillsammans med Desmond Child.
Albumets låtar hade producerats av Clarence Öfwerman, förutom den nyinspelade låten She Doesn't Live Here Anymore som producerades av Michael Ilbert. June Afternoon och She Doesn't Live Here Anymore spelades dessutom in av fyra av de fem medlemmarna i Gyllene Tider. Anders Herrlin lämnade Roxettes fasta band efter inspelningen sommaren 1995.
Albumet släpptes i USA först den 26 september år 2000, då som en återutgåva med annan låtlista.

## Låtlista
1. June Afternoon (4:15) (inspelad 1995)
2. You Don't Understand Me (4:28) (inspelad 1995)
3. The Look (3:56)
4. Dressed for Success (4:11)
5. Listen to Your Heart (5:14)
6. Dangerous (3:48)
7. It Must Have Been Love (4:19)
8. Joyride (4:02)
9. Fading Like a Flower (Every Time You Leave) (3:53)
10. The Big L. (4:28)
11. Spending My Time (4:38)
12. How Do You Do! (3:12)
13. Almost Unreal (3:59)
14. Sleeping in My Car (3:33)
15. Crash! Boom! Bang! (4:25)
16. Vulnerable (4:30)
17. She Doesn't Live Here Anymore (4:03)  (inspelad 1995)
18. I Don't Wanna Get Hurt (4:17) (inspelad 1995)

### Låtlista på 2000 års återutgåva
1. Wish I Could Fly
2. Stars
3. The Look
4. Dressed For Success
5. Listen To Your Heart
6. Dangerous
7. It Must Have Been Love
8. Joyride
9. Fading Like A Flower (Every Time You Leave)
10. Spending My Time
11. Church Of Your Heart
12. How Do You Do!
13. Almost Unreal
14. Sleeping in My Car
15. Crash! Boom! Bang!
16. You Don't Understand Me

### Fotnoter
1. ↑  ”Roxette”. Arkiverad från originalet den 24 augusti 2011. https://web.archive.org/web/20110824031633/http://www.roxette.se/discography.php. Läst 10 juni 2011.
2. ↑  Lindström, Sven (2024-11-14). Att vara Per Gessle : en auktoriserad biografi